# Uncarina platycarpa
Uncarina platycarpa är en sesamväxtart som beskrevs av J.J. Lavranos. Uncarina platycarpa ingår i släktet Uncarina och familjen sesamväxter. Inga underarter finns listade i Catalogue of Life.